# Psacadina kaszabi
Psacadina kaszabi är en tvåvingeart som beskrevs av Elberg 1978. Psacadina kaszabi ingår i släktet Psacadina och familjen kärrflugor.
Artens utbredningsområde är Mongoliet. Inga underarter finns listade i Catalogue of Life.